# Jelizaveta Bojarskaja
Jelizaveta Michailovna Bojarskaja (Russisch: Елизаве́та Миха́йловна Боя́рская) (Leningrad, 20 december 1985) is een Russische actrice.
Ze is een dochter van de Russische acteurs Michail Bojarski (1949) en Laisa Luppian (1953). Haar vader is Pools-Russisch en haar moeder stamt uit een Ests-Duits-Pools-Russische familie. Bojarskaja studeerde in 2007 bij Lev Dodin af aan de Staatsacademie voor Theaterkunsten in Sint-Petersburg. Een van haar bekendste filmrollen is die van Anna Timijova, de minnares van Aleksandr Koltsjak, in de door Andrej Kravtsjoek geregisseerde film Admiraal (2008).

## Filmografie (selectie)
- 2004: Der Untergang (als Erna Flegel)
- 2005: De eerste na God (Первый после бога, Pervyj posle Boga, als Tanja)
- 2006: Ironie van het Lot. Het vervolg (Ирония судьбы. Продолжение, als Nadjoesja)
- 2008: Admiraal (Адмиралъ, als Anna Timijova)
- 2009: Ik kom terug (Я вернусь, als Moesja)